# Pseudopercis
Pseudopercis är ett släkte av fiskar som ingår i familjen Pinguipedidae.
De förekommer i kustvatten utanför Sydamerika och skiljer sig från andra arter i familjen genom sina mer robusta huvuden och kroppar.
Enligt Catalogue of Life omfattar släktet två arter:
- Pseudopercis numida
- Pseudopercis semifasciata